# Mõisaküla (Põhja-Pärnumaa)
Mõisaküla (Duits: Moisaküla) is een plaats in de gemeente Põhja-Pärnumaa, provincie Pärnumaa in Estland. De plaats heeft de status van dorp (Estisch: küla).
De plaats lag tot in oktober 2017 in de gemeente Halinga. In die maand ging Halinga op in de fusiegemeente Põhja-Pärnumaa.

## Bevolking
Het dorp had 77 inwoners op 31 december 2011 en 67 inwoners op 31 december 2021.

## Geschiedenis
Mõisaküla werd rond 1500 voor het eerst genoemd onder de naam Moiszakull. Het grondgebied waarop het dorp lag behoorde toe aan de Rooms-Katholieke Kerk. In de jaren 1601-1624 lag de plaats op het landgoed Torgel (Tori), vanaf 1638 op dat van Pörafer (Pööravere). In de 17e eeuw was Mõisaküla gesplitst in twee dorpen, Altküla en Mäeküla.
Tussen 1977 en 1997 maakte Mõisaküla deel uit van het buurdorp Anelema.